# Salachowy Bór
Salachowy Bór – wieś w Polsce położona w województwie świętokrzyskim, w powiecie koneckim, w gminie Radoszyce.
W latach 1975–1998 miejscowość administracyjnie należała do województwa kieleckiego.
Do wsi prowadzi gruntowa droga przez las zaczynająca się przy drodze asfaltowej w miejscowości Górniki.
Wierni Kościoła rzymskokatolickiego należą do parafii Świętych Apostołów Piotra i Pawła w Radoszycach.